# Костёр японский
Костёр японский (лат. Bromus japonicus) — вид травянистых растений рода Костёр (Bromus) семейства Злаки (Poaceae).

## Ботаническое описание

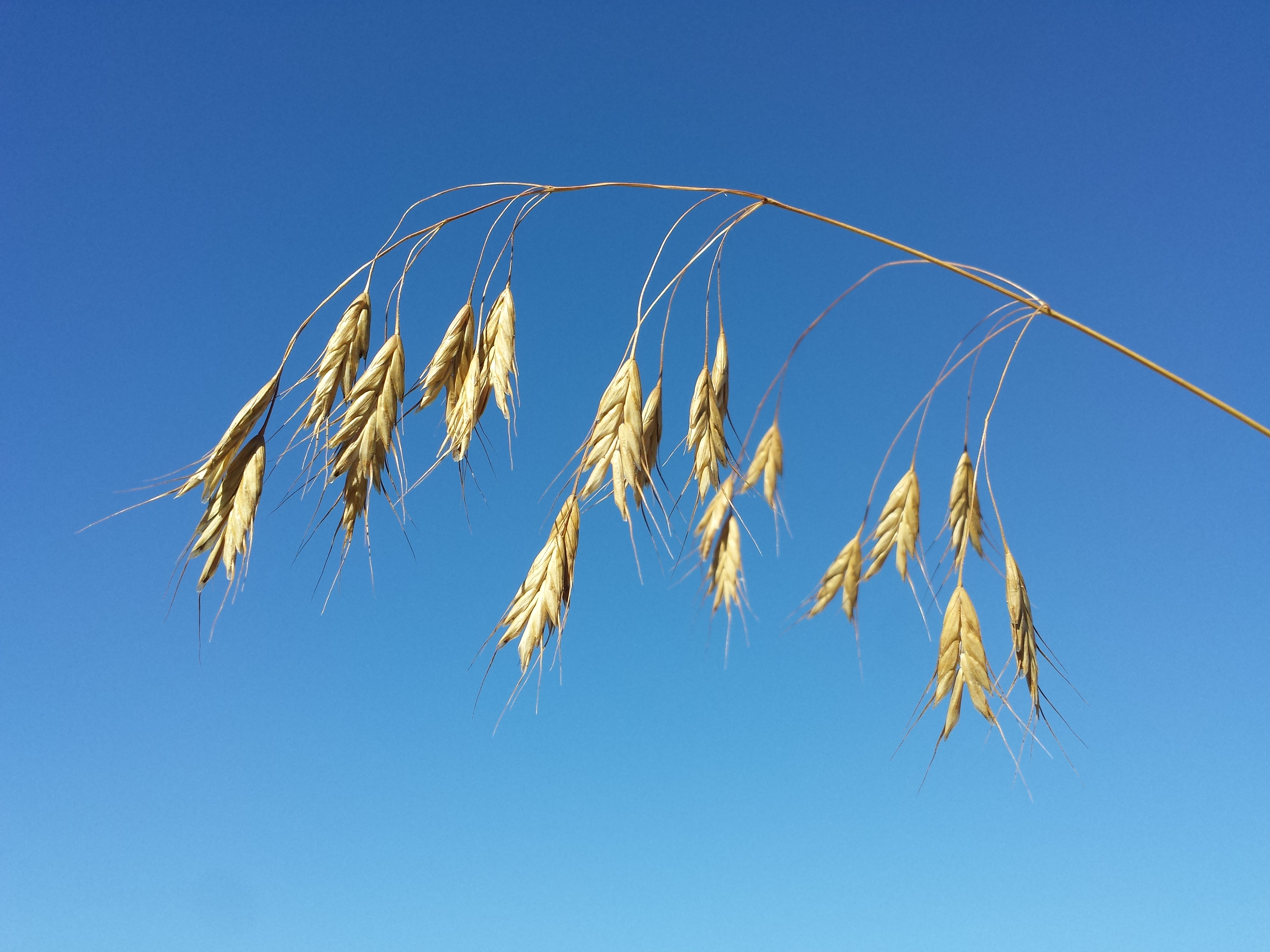
Соцветие

Однолетние травянистые растения с немногими прямостоячими или при основании немного восходящими стеблями 20—50 см высотой и ⅔—1½ мм толщиной. Листья узколинейные, плоские, 1,5—4 мм шириной, на верхней стороне, равно как и влагалища их, преимущественно нижние, тонко-пушистые. Язычок более или менее короткий.
Цветочная метёлка рыхлая, прямая, вначале раскидистая во все стороны, впоследствии же почти односторонняя, 5—12 см длиной и 3—6 см шириной. Колоски продолговато-яйцевидные, до цветения более узкие, почти ланцетовидные, голые, 15—22 мм длиной и 4—5 мм шириной, 6—12-цветковые. Колосковые чешуйки гладкие, неравные, туповатые или коротко-заострённые, верхняя длиннее нижней на ¼ её длины, в расправленном виде почти эллиптическая 5,5—7 мм длиной. Наружная прицветная чешуйка немного длиннее внутренней, эллиптическая, или ромбически-эллиптическая, 8—9 мм длиной, голая, с 7—9 жилками, на верхушке 2-зубчатая, с довольно крепкой, несколько отогнутой наружу, сильнее при созревании плодов, остью, которая отходит немного ниже верхушки и у верхних в колоске цветков достигает 9—12 мм длины, у нижних же значительно короче. Пыльники овальные или продолговато-овальные 1—1,5, реже до 2 мм длиной. 2n=14.

## Распространение и экология
Северная Африка и Евразия. Встречается на каменистых и мелкозёмистых склонах, песках, осыпях и галечниках, в степях, у дорог.

## Синонимы
- Bromus abolinii Drobow
- Bromus annuus Jacq. ex Stapf
- Bromus barobalianus G.Singh
- Bromus chapprianus Stapf
- Bromus chiapporianus De Not. ex Nyman
- Bromus cyrii Trin.
- Bromus hirtus Licht.
- Bromus japonicus Thunb.
- Bromus karlobagensis Degen
- Bromus kochii C.C.Gmel.
- Bromus patulus Mert. & W.D.J.Koch
- Bromus pendulus Schur
- Bromus phrygius Boiss.
- Bromus regnii H.Scholz
- Bromus subsquarrosus Borbás
- Bromus subsquarrosus (Borbás) Tzvelev
- Bromus ugamicus Drobow
- Bromus unilateralis Schur
- Bromus villifer Steud.
- Forasaccus patulus (Mert. & W.D.J.Koch) Bubani
- Serrafalcus chiapporianus De Not. ex Parl.
- Serrafalcus japonicus (Houtt.) Wilmott
- Serrafalcus patulus (Mert. & W.D.J.Koch) Parl.

и другие.